# Islas Grupo de Huaura
Las Islas Grupo de Huaura son una cadena de islas e islotes pertenecientes al Perú, que se extiende unos 26,5 km hacia el suroeste desde punta Salinas hasta la isla Pelado. Situadas en el océano Pacífico, están comprendidas entre los 11º 18’ y los 11º 28’ de latitud S y los 77° 40’ y los 77° 52’ de longitud O. Integradas por un total de siete islas deshabitadas, alcanza una altura máxima de 78 m sobre el nivel del mar y presentan una superficie total de aproximadamente 21,10 hectáreas.
Desde el punto de vista administrativo forman parte del distrito de Huacho, en la provincia de Huaura, dentro del departamento de Lima. En la mayor de las islas, la Mazorca, existe un faro que sirve de guía para las embarcaciones que suelen navegar frente a sus costas. 
Destacan por su gran interés ecológico, pues constituyen una gran reserva biológica de numerosas especies de aves marinas, que han encontrado en las islas una zona de alimentación, reproducción y descanso. Por tal motivo, en el 2009 las islas (a excepción de la isla Pelado) quedaron protegidas por ley dentro de la Reserva nacional Sistema de Islas, Islotes y Puntas Guaneras, una reserva natural que protege y conserva muestras representativas de la diversidad biológica de los ecosistemas marino-costeros del Perú.

## Descripción geográfica
El Grupo de Huaura está conformado por las siguientes islas:
El islote más próximo a punta Salinas es el Tambillo, que se encuentra a 5 km de distancia y destaca por ser el más pequeño del grupo. La isla Huampanú y los dos islotes cercanos a este, Chuquitanta y Chiquitina, están a 2,2 km de Tambillo. La isla Brava que se localiza a 4 km de Huampanú, está conformada por tres islotes y varias rocas entre ellos, en donde el mar revienta sus olas con gran fuerza. La isla Mazorca es la más grande del grupo, tiene 1390 metros de largo y dista 2,4 km de Brava; además presenta la mayor altura de las islas, alcanzado una altitud máxima de 78 m s. n. m. La isla Pelado es la más alejada y la más meridional de todas ellas, se encuentra a 12,5 km de Mazorca. El paso entre las dos islas está libre de peligros.
| N.º | Nombre de Isla                 | Área (hectáreas) | Coordenadas                                  |
| --- | ------------------------------ | ---------------- | -------------------------------------------- |
| 1   | Isla Mazorca                   | 11,63            | 11°23′01″S 77°44′41″O / -11.38361, -77.74472 |
| 2   | Isla Brava                     | 4,20             | 11°21′56″S 77°43′29″O / -11.36556, -77.72472 |
| 3   | Isla Huampanú                  | 2,25             | 11°19′56″S 77°42′18″O / -11.33222, -77.70500 |
| 4   | Isla Pelado                    | 1,95             | 11°26′35″S 77°50′44″O / -11.44306, -77.84556 |
| 5   | Islote Chuquitanta o Caquitina | 0,75             | 11°20′01″S 77°42′15″O / -11.33361, -77.70417 |
| 6   | Islote Chiquitina              | 0,18             | 11°20′02″S 77°42′22″O / -11.33389, -77.70611 |
| 7   | Islote Tambillo                | 0,13             | 11°19′16″S 77°41′15″O / -11.32111, -77.68750 |

## Diversidad biológica
El principal componente biológico de las islas Grupo de Huaura es la fauna. Estas islas constituyen un importante punto biogeográfico, en cuanto a lugares de reproducción, para algunas especies de aves como el cormorán guanay (Phalacrocorax bougainvillii), el piquero peruano (Sula variegata) y el pingüino de Humboldt (Spheniscus humboldti). Asimismo, se puede observar otras especies de aves como el cushuri (Phalacrocorax brasilianus), chuita (Phalacrocorax gaimardi), zarcillo (Larosterna inca), pelicano peruano (Pelecanus thagus), gaviota peruana (Larus belcheri), gaviota dominicana (Larus dominicanus), gaviota gris (Larus modestus), gaviota capucho gris (Larus cirrocephalus), gaviota de Franklin (Larus pipixcan), gallinazo cabeza roja (Cathartes aura), ostrero común (Haematopus palliatus), ostrero negro (Haematopus ater), etc.
El mundo submarino de las islas Grupo de Huaura muestra un impresionante paisaje y mucha vida, donde los peces e invertebrados marinos son los grupos taxonómicos más representativos. Las especies más abundantes de peces está representada por la cabinza (Isacia conceptionis), pejerrey (Odontesthes regia regia), pampanito pintado (Stromateus stellatus), coco (Paralonchurus peruanus), lorna (Sciaena deliciosa), machete (Ethmidium maculatum), etc. Los invertebrados entre moluscos y crustáceos se encuentran el cangrejo jaiva (Cancer porteri), calamar (Loligo gahi), caracol (Thais chocolata), choro (Aulacomya ater), etc.
En el grupo de mamíferos marinos se han registrado 2 especies: la nutria marina (Lontra felina) y el lobo chusco sudamericano (Otaria flavescens), una especie de lobo marino que pertenece a la familia Otariidae.